# 小琉球機場
小琉球機場，正式名稱小琉球航空站，位於屏東縣琉球鄉，現已廢止。原址改為直昇機停機坪。
1975年時，台灣航空曾經營往來高雄小港的航線。由於距離過短（航程不足10分鐘）、票價較貴，在海運的競爭下結束營業，部份用地已改為直昇機停機坪。

## 現況
僅留數個直升機停機坪、風向球及一棟廢棄的航站。